# Temporada 1955-56 de los Fort Wayne Pistons
La temporada 1955-56 fue la octava de los Fort Wayne Pistons en la NBA. La temporada regular acabó con 37 victorias y 35 derrotas, clasificándose para los playoffs, en los que alcanzaron las finales por segundo año consecutivo, cayendo ante Philadelphia Warriors.

## Elecciones en elDraft
| Ronda | Puesto | Jugador       | Posición | Nacionalidad   | Universidad |
| ----- | ------ | ------------- | -------- | -------------- | ----------- |
| 1     | 6      | Johnny Horan  | Alero    | Estados Unidos | Dayton      |
| 2     | 13     | Jesse Arnelle | Alero    | Estados Unidos | Penn State  |

## Temporada regular
| División Oeste       | División Oeste | División Oeste | División Oeste | División Oeste | División Oeste | División Oeste | División Oeste | División Oeste |
| Equipo               | G              | P              | %              | PD             | Casa           | Fuera          | Neutral        | Div            |
| -------------------- | -------------- | -------------- | -------------- | -------------- | -------------- | -------------- | -------------- | -------------- |
| x-Fort Wayne Pistons | 37             | 35             | .514           | -              | 19-7           | 10-17          | 8-11           | 19-17          |
| x-Minneapolis Lakers | 33             | 39             | .458           | 4              | 14-12          | 6-21           | 13-6           | 19-17          |
| x-St. Louis Hawks    | 33             | 39             | .458           | 4              | 15-11          | 11-17          | 7-11           | 18-18          |
| Rochester Royals     | 31             | 41             | .431           | 6              | 15-14          | 6-21           | 10-6           | 16-20          |

## Playoffs

### Finales de División
Fort Wayne Pistons - St. Louis Hawks
| Fecha       | Partido                                    | Ciudad     |
| ----------- | ------------------------------------------ | ---------- |
| 22 de marzo | Fort Wayne Pistons 85, St. Louis Hawks 86  | Fort Wayne |
| 24 de marzo | St. Louis Hawks 84, Fort Wayne Pistons 74  | St. Louis  |
| 25 de marzo | Fort Wayne Pistons 107, St. Louis Hawks 84 | Fort Wayne |
| 27 de marzo | St. Louis Hawks 84, Fort Wayne Pistons 93  | St. Louis  |
| 29 de marzo | Fort Wayne Pistons 102, St. Louis Hawks 97 | Fort Wayne |
|             | Fort Wayne gana las series 3-2             |            |

### Finales de la NBA
Philadelphia Warriors - Fort Wayne Pistons
| Fecha       | Partido                                           | Ciudad     |
| ----------- | ------------------------------------------------- | ---------- |
| 31 de marzo | Philadelphia Warriors 98, Fort Wayne Pistons 94   | Filadelfia |
| 1 de abril  | Fort Wayne Pistons 84, Philadelphia Warriors 83   | Fort Wayne |
| 3 de abril  | Philadelphia Warriors 100, Fort Wayne Pistons 96  | Filadelfia |
| 5 de abril  | Fort Wayne Pistons 105, Philadelphia Warriors 107 | Fort Wayne |
| 7 de abril  | Philadelphia Warriors 99, Fort Wayne Pistons 88   | Filadelfia |
|             | Philadelphia gana las finales 4-1                 |            |

## Estadísticas
| Rk | Jugador        | Edad | P  | PT | MP   | TC  | TCI  | %TC  | 3P | 3PI | %3P | TL  | TLI | %TL   | RO | RD | RT  | AS  | RB | TAP | BP | FP  | PTS  |
| 1  | George Yardley | 27   | 71 |    | 33.1 | 6.1 | 15.0 | .407 |    |     |     | 5.1 | 6.9 | .742  |    |    | 9.7 | 2.2 |    |     |    | 3.0 | 17.4 |
| 2  | Larry Foust    | 27   | 72 |    | 28.1 | 5.1 | 11.4 | .447 |    |     |     | 6.0 | 7.7 | .778  |    |    | 9.0 | 1.8 |    |     |    | 3.7 | 16.2 |
| 3  | Mel Hutchins   | 27   | 66 |    | 33.9 | 4.9 | 11.6 | .425 |    |     |     | 2.2 | 3.3 | .643  |    |    | 7.5 | 2.7 |    |     |    | 2.5 | 12.0 |
| 4  | Bob Houbregs   | 23   | 70 |    | 21.9 | 3.5 | 8.2  | .430 |    |     |     | 4.0 | 5.5 | .739  |    |    | 5.9 | 2.3 |    |     |    | 2.1 | 11.1 |
| 5  | Max Zaslofsky  | 30   | 9  |    | 20.2 | 3.2 | 9.0  | .358 |    |     |     | 3.3 | 3.9 | .857  |    |    | 1.8 | 1.8 |    |     |    | 2.0 | 9.8  |
| 6  | Chuck Noble    | 24   | 72 |    | 28.0 | 3.8 | 10.7 | .352 |    |     |     | 2.0 | 2.7 | .749  |    |    | 3.6 | 3.9 |    |     |    | 3.5 | 9.5  |
| 7  | Corky Devlin   | 24   | 69 |    | 22.2 | 2.9 | 7.8  | .370 |    |     |     | 2.1 | 2.8 | .760  |    |    | 2.5 | 2.0 |    |     |    | 1.7 | 7.9  |
| 8  | Odie Spears    | 30   | 72 |    | 19.1 | 2.3 | 6.5  | .355 |    |     |     | 2.2 | 2.8 | .791  |    |    | 3.2 | 1.7 |    |     |    | 2.7 | 6.8  |
| 9  | Frankie Brian  | 32   | 37 |    | 18.4 | 2.1 | 7.1  | .297 |    |     |     | 1.9 | 2.4 | .818  |    |    | 2.4 | 2.0 |    |     |    | 1.7 | 6.2  |
| 10 | Andy Phillip   | 33   | 70 |    | 29.7 | 2.1 | 5.8  | .365 |    |     |     | 1.6 | 2.8 | .563  |    |    | 3.7 | 5.9 |    |     |    | 2.2 | 5.8  |
| 11 | Jesse Arnelle  | 22   | 31 |    | 13.2 | 1.7 | 5.3  | .317 |    |     |     | 1.4 | 2.2 | .623  |    |    | 5.5 | 0.6 |    |     |    | 1.9 | 4.7  |
| 12 | Chuck Cooper   | 29   | 32 |    | 17.8 | 1.3 | 4.3  | .316 |    |     |     | 1.2 | 1.5 | .776  |    |    | 3.2 | 0.9 |    |     |    | 2.2 | 3.9  |
| 13 | Johnny Horan   | 23   | 7  |    | 6.1  | 1.1 | 3.7  | .308 |    |     |     | 0.9 | 0.9 | 1.000 |    |    | 0.6 | 0.1 |    |     |    | 2.0 | 3.1  |
| 14 | Don Bielke     |      | 7  |    | 5.4  | 0.7 | 1.3  | .556 |    |     |     | 0.6 | 1.0 | .571  |    |    | 1.3 | 0.1 |    |     |    | 1.3 | 2.0  |
| 15 | Jim Holstein   | 25   |    |    |      |     |      |      |    |     |     |     |     |       |    |    |     |     |    |     |    |     |      |